# Schistura udomritthiruji
Schistura udomritthiruji är en fiskart som beskrevs av Jörg Bohlen och Slechtová 2010. Schistura udomritthiruji ingår i släktet Schistura och familjen grönlingsfiskar. IUCN kategoriserar arten globalt som livskraftig. Inga underarter finns listade i Catalogue of Life.